# Burghart Schmidt (Historiker)
Burghart Schmidt (* 1. März 1962 in Hamburg) ist ein deutscher Historiker. Er war Präsident der Universität Vechta. Zuvor war er Vizepräsident der Universität Paul-Valéry Montpellier III in Frankreich und dort auch Professor für die Geschichte der Frühen Neuzeit, Direktor der internationalen Beziehungen und Leiter des Spracheninstituts.

## Leben
Burghart Schmidt verbrachte seine Kinder- und Schulzeit in Bremen. Von 1982 bis 1987 studierte er Geschichte, Geografie und Philosophie an der Universität Michel de Montaigne Bordeaux III in Frankreich. 1998 promovierte er mit Summa cum laude an der Universität Hamburg über die Geschichte Hamburgs im Zeitalter der Französischen Revolution und Napoleon Bonaparte, 2004 habilitierte er sich dort mit einer Schrift über Ludwig Bechstein und die literarische Rezeption frühneuzeitlicher Hexenverfolgung im 19. Jahrhundert. Langjähriger Mitarbeiter von Arno Herzig übernahm er nach dessen Emeritierung kurzzeitig dessen Lehrstuhl als Vertretung, bevor er 2005 an die Helmut-Schmidt-Universität/Universität der Bundeswehr Hamburg wechselte. 2006 wurde er Professor für die Geschichte der Frühen Neuzeit an der Universität Paul-Valéry Montpellier III, 2008 Vizepräsident derselben.
Als Gastprofessor betätigte er sich in den Jahren 2003 bis 2006 wiederholt an den Universitäten Michel de Montaigne Bordeaux III und Bretagne-Sud. 2001 gründete er den Arbeitskreis für Norddeutsche Hexen- und Kriminalitätsforschung. Seit 2008 ist er Mitglied im interdisziplinären Forschungszentrum C.R.I.S.E.S. Im Februar 2009 wurde er wegen außerordentlicher Verdienste um die deutsch-französische Zusammenarbeit auf dem Gebiet des Hochschulwesens von der französischen Regierung zum Chevalier dans l’Ordre des Palmes académiques ernannt.
Von Januar 2016 bis Dezember 2021 war Schmidt der Präsident der Universität Vechta.

## Schriften (Auswahl)
- Hamburg im Zeitalter der Französischen Revolution und Napoleons 1789–1813. 2 Bände, Verein für Hamburgische Geschichte, Hamburg 1998, ISBN 3-923356-87-0.
- Zeitenwenden. Herrschaft, Selbstbehauptung und Integration zwischen Reformation und Liberalismus. Festgabe für Arno Herzig zum 65. Geburtstag. (unter Mitarbeit von Sven Beckert u. a.), Lit, Hamburg 2002, ISBN 3-8258-6140-6.
- Realität und Mythos. Hexenverfolgung in der Frühen Neuzeit. (hrsg. mit Katrin Möller), DOBU, Hamburg 2003, ISBN 3-934632-04-1.
- Frühneuzeitliche Widerstandsbewegungen norddeutscher Unterschichten im Spannungsfeld von Krieg, Okkupation und Fremdherrschaft. DOBU, Hamburg 2004, ISBN 3-934632-07-6.
- Les relations entre la France et les villes hanséatiques de Hambourg, Brême et Lübeck (Moyen-Âge – XIXe siècle). (hrsg. mit Isabelle Richefort), Brüssel 2006, ISBN 90-5201-286-5. (französisch)
- Menschenbilder-Menschenrechte von der Antike bis zur Gegenwart. DOBU, Hamburg 2006, ISBN 3-934632-10-6.
- Mittelständische Wirtschaft, Handwerk und Kultur im baltischen Raum. DOBU, Hamburg 2006, ISBN 3-934632-13-0.
- Bordeaux – Hamburg. Zwei Städte und ihre Geschichte (hrsg. mit Bernard Lachaise). DOBU, Hamburg 2007, ISBN 3-934632-20-3.
- Mehrdimensionale Arbeitswelten im baltischen Raum. Von der Geschichte zur Gegenwart und Zukunft. (hrsg. mit Jürgen Hogeforster), DOBU, Hamburg 2007, ISBN 3-934632-22-X.
- Wissenstransfer und Innovationen rund um das Mare Balticum. Von der Geschichte zur Gegenwart und Zukunft. DOBU, Hamburg 2007, ISBN 3-934632-26-2.
- Hexen, Hexenverfolgung und magische Vorstellungswelten im modernen Afrika – Witches, witch-hunts and magical imaginaries in modern Africa. (hrsg. mit Rolf Schulte), DOBU Wissenschaftlicher Verlag – Dokumentation und Buch, Hamburg 2008, ISBN 3-934632-15-7.